# Abdelkarim Naamani
Abdelkarim Naamani – algierski zapaśnik walczący w stylu klasycznym. Srebrny medalista igrzysk afrykańskich w 1987. Zdobył trzy medale na mistrzostwach Afryki w latach 1984 – 1989. Wicemistrz igrzysk panarabskich w 1985.
Piąty na igrzyskach śródziemnomorskich w 1983 roku.